# Knevelwinterkoning
De knevelwinterkoning (Pheugopedius genibarbis; synoniem: Thryothorus genibarbis) is een zangvogel uit de familie Troglodytidae (winterkoningen).

## Verspreiding en leefgebied
Deze soort telt 4 ondersoorten:
- P. g. juruanus: oostelijk Peru, westelijk Brazilië en noordwestelijk Bolivia.
- P. g. genibarbis: centraal en oostelijk Brazilië.
- P. g. intercedens: zuidwestelijk en het zuidelijke deel van Centraal-Brazilië.
- P. g. bolivianus: noordelijk en oostelijk Bolivia.